# Власово (Опочецкий район)
Власово — деревня в Опочецком районе Псковской области России. Входит в состав Макушинской волости Опочецкого района.
Расположена в 19 км к юго-западу от города Опочка, между рекой Исса и озером Гарь (Загарье).
Численность населения по состоянию на 2000 год составляла 27 жителей, на 2012 год — 6 жителей.
До 2006 года входила в состав ныне упразднённой Ладыгинской волости.